# ساب-زيرو
ساب-زيرو اسم شخصيتين من شخصيات لعبة القتال مورتال كومبات.

## نظرة عامة
كون الشخصيتين شقيقين، كلاهما ولد في عالم الأرض، وهما سفاحين يلبسان لباساً أزرق وأصلهما من كرايرومانسرز، عرق من عالم خارجي سكانه يملكون القدرة على توليد والتحكم بالجليد، مما يعطي ساب-زيرو القدرة على التحكم بالجليد بأشكال عديدة. وساب-زيرو الشخصية الوحيدة التي يمكن لعبها بجميع ألعاب مورتال كومبات.

## المصدر
مقالة ساب زيرو على ويكيبيديا الإنكليزية: http://en.wikipedia.org/wiki/Sub-Zero_(Mortal_Kombat)

## وصلات خارجية
- ساب زيرو على موقع IMDB